# Barragem de Faveta
A barragem de Faveta fica localizada em Cabo Verde, na ilha de Santiago no município de São  Salvador do Mundo. Foi a terceira barragem construída no país, inaugurada a 20 de julho de 2013 pelo antigo Primeiro-Ministro de Cabo Verde, Dr. José Maria Neves, atual Presidente da República, que foi eleito nas eleições de 17 de outubro de 2021 em Cabo Verde.
É uma infraestrutura hidráulica orçada em cerca de 500 mil contos  com uma altura de 30 metros, 103 metros de cumprimento e uma capacidade de descarregamento de 25 metros.    
Foi uma obra com impacto extremamente positivo na vida dos agricultores e toda a população de São Salvador do Mundo uma vez que o concelho é um dos mais rurais do país, com 8529 habitantes, distribuída em 19 zonas, segundo INE (Instituto Nacional de Estatística de Cabo Verde).

## Características da barragem
Barragem do tipo gravítico, em alvenaria de pedra, destinada ao armazenamento de água para rega, irrigando um total de 30 ha. Coroamento aberto ao tráfego automóvel.
- Altura máxima acima das fundações de 36,5 m e 98 m de desenvolvimento total de     coroamento;
- Descarregador de Cheias dimensionado para um caudal máximo de 186,6 m3/s, constituído por soleira descarregadora livre (tipo Creager), por canal de descarga sobre o paramento de jusante da barragem, terminando num trampolim em salto de esqui;
- Descarga de fundo (Ø800 mm) inserida no corpo da barragem e dimensionada para um caudal máximo de 2,1 m3/s;
- Tomada de água para rega (Ø400 mm) localizada no paramento de montante da barragem.[5]

### Aproveitamento Hidroagrícola da barragem

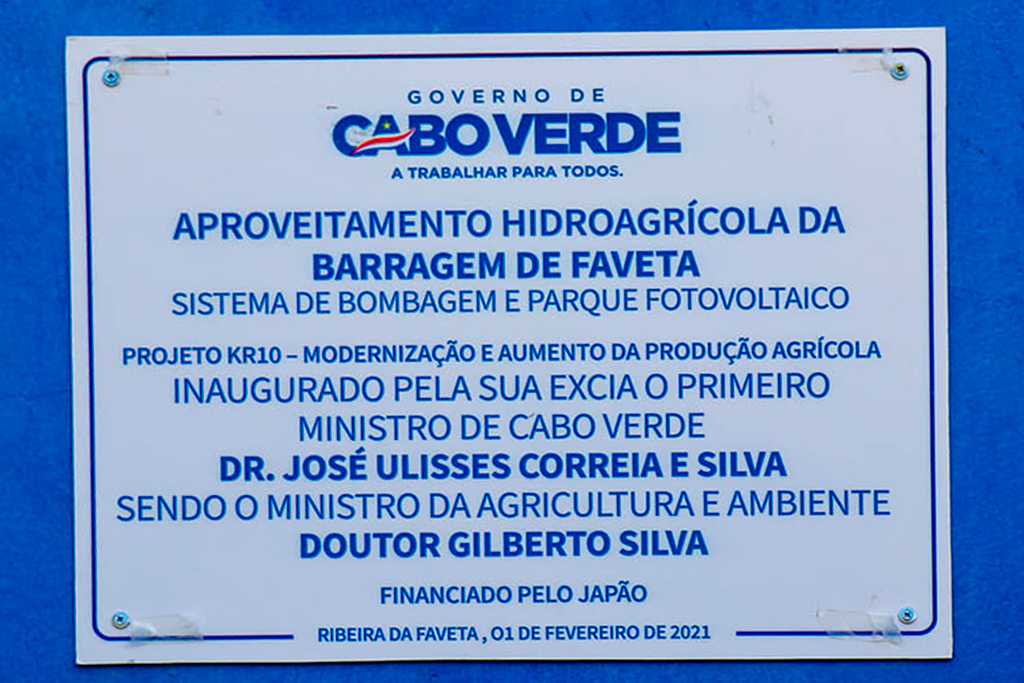

Em 01 de fevereiro de 2021, foi inaugurado o Sistema de Aproveitamento Hidroagrícola da Barragem, pelo atual Primeiro Ministro de Cabo Verde, Dr. Ulisses Correia e Silva, que custou por volta de 105 milhões de escudos. Um investimento que aumentam a capacidade de produção, reduz custos, promovem acesso à água e acessibilidade para colocar os produtos no mercado com objetivo de melhorarem a vida de toda a comunidade.
O Aproveitamento Hidroagrícola, com uma área equipada que ronda os 80 hectares, é beneficiado por um sistema hidráulico com origem na barragem de Faveta.
O projeto de execução da rede de rega elaborado pela TPF Consultores incidiu sobre 62 ha, pertencentes aos Blocos de Faveta - Mato Forte e Cacheu. 

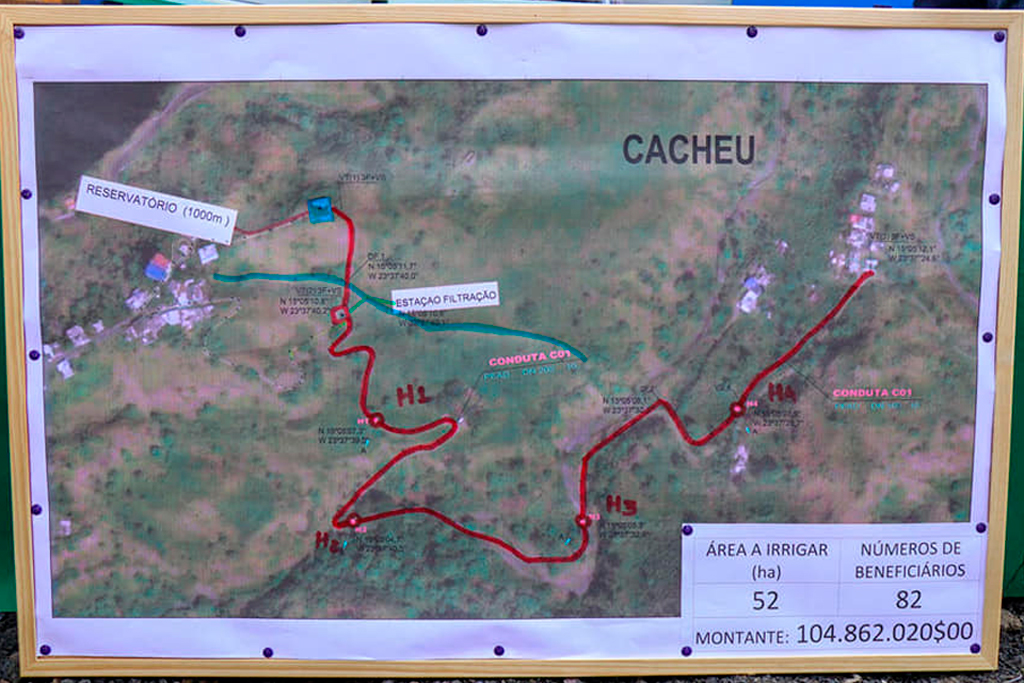

Os dois blocos projetados compreendem 62 prédios, repartidos do seguinte modo:
- Faveta - Mato Forte: 19 hectares e 42 prédios;
- Cacheu: 33 hectares e 20 prédios.

A água armazenada na albufeira é aduzida de modo a regar os blocos.
O Bloco de Faveta – Mato Forte é alimentado pela conduta adutora de PEAD DN 225, na qual serão executadas duas derivações para as redes de rega. As redes de rega do Bloco de Cacheu têm a sua origem no reservatório de 1 000 m3, construído na zona de Cacheu.
O aproveitamento é servido por uma rede coletiva com 5 235 metros de condutas em PEAD com diâmetros variáveis, entre DN 75 mm e DN 400 mm.
A água é fornecida aos agricultores em pressão e previamente filtrada através de filtros de areia, os quais garantem um grau de limpeza adequado à rega localizada.